# Commission du secret de la Défense nationale
La Commission du secret de la défense nationale (CSDN) est une autorité administrative indépendante française créée en 1998 pour « donner un avis sur la déclassification et la communication d'informations ayant fait l'objet d'une classification en application des dispositions de l'article 413-9 du code pénal, à l'exclusion des informations dont les règles de classification ne relèvent pas des seules autorités françaises ».

## Histoire
La Commission consultative du secret de la défense nationale (CCSDN) a été créée par la loi no 98-567 du 8 juillet 1998.
Une ordonnance du 20 décembre 2004 a codifié cette loi aux articles L. 2312-1 à 2312-8 du code de la Défense. 
« Cette autorité administrative indépendante a pour mission, chaque fois qu'une juridiction française demande à un ministre la déclassification et la communication d'informations protégées par le secret de la Défense nationale, d'émettre un avis à l'usage de ce ministre. »
« La loi fixe les critères sur lesquels la commission doit s'appuyer pour fonder ses avis. Il s'agit, d'une part, de l'intérêt pour le service public de la justice, des droits de la défense et de la présomption d'innocence, d'autre part de la préservation des capacités de défense du pays, du respect de ses engagements internationaux et de la sécurité des personnels. Ces critères ne sont pas hiérarchisés et c'est au cas par cas que la commission doit peser les avantages et les inconvénients des uns et des autres. »
« L'avis de la commission est consultatif. Le ministre a donc toute latitude pour déclassifier malgré un avis défavorable de la commission ou au contraire pour refuser la déclassification malgré l'avis favorable de la commission. »
Le juge d'instruction pouvait alors avoir accès à des documents classifiés mais devait ensuite soumettre les scellés à la Commission consultative du secret de la défense nationale afin qu'elle donne son avis sur la demande de déclassification.
Le code de la Défense a ensuite été modifié par l'article 13 de la loi no 2009-928 du 29 juillet 2009. Cette loi élargit la notion de secret Défense à des lieux. Les perquisitions dans un lieu abritant des éléments couverts par le secret de la défense nationale font l'objet d'une procédure spécifique. Dans le cadre d'une procédure engagée devant lui, un magistrat peut demander au président de la commission la déclassification temporaire aux fins de perquisition de lieux protégés au titre du secret de la défense nationale. La perquisition ne peut être réalisée que par un magistrat en présence du président de la Commission consultative du secret de la défense nationale.
Le nom de la commission a été modifié par la loi no 2017-55 du 20 janvier 2017 : le mot « consultatif » est supprimé. 

## Composition
La CSDN est constituée de cinq membres :
- un membre du Conseil d'État ;
- un magistrat de la Cour de cassation ;
- un magistrat de la Cour des comptes ;
- un député ;
- un sénateur.

Les magistrats et le conseiller d'État sont nommés par le président de la République pour une durée de 6 ans non renouvelable. Le 17 avril 2023, Gilles Andréani a été nommé président de la CSDN.

## Quelques requêtes notables
- Affaire des frégates de Taïwan
- Affaire des mirages de Taïwan
- Affaire Clearstream 2
- Affaire Borrel
- Affaire des écoutes de l'Élysée
- Affaire Karachi
- Affaire Ben Barka